# Palm-wine music
La palm-wine music (littéralement : « musique de vin de palme »), également appelée maringa en Sierra Leone, est un genre musical des côtes ouest-africaines qui trouve ses origines dans les années 1920, et particulièrement populaire au Ghana, au Libéria et en Sierra Leone jusqu'aux années 1970. 
Parmi les groupes les plus célèbres figurent Ebenezer Calendar & His Maringar Band, Sooliman Ernest Rogie (Sierra Leone), Kwaa Mensah, Kwame Asare et son Kumasi Trio, Koo Nimo (Ghana). Ce genre est considéré comme précurseur de la highlife. 